# Peter Jöback
Peter Arne Jöback (Stoccolma, 14 giugno 1971) è un attore e cantante svedese, noto soprattutto come interprete di musical nel West End londinese, a Broadway e in Svezia.
È dichiaratamente bisessuale.

## Discografia

### Album
- 2011: Livet, kärleken och döden - La vie, l'amour, la mort
- 2010: En kväll med Peter Jöback (Live)
- 2009: East Side stories
- 2008: Himlen är inget tak (Live, con Eva Dahlgren)
- 2007: Människor som du och jag
- 2006: Flera sidor av samma man
- 2004: Storybook
- 2004: Det här är platsen
- 2003: Jag kommer hem igen till jul (nuova versione)
- 2002: Jag kommer hem igen till jul
- 2002: I Feel Good And I'm Worth It
- 2000: Only When I Breathe
- 1997: Personliga val
- 1993: Peter Jöback

### Singoli
- 2019 – Räven och Tomten (con Moonica Mac)
- 2011: "Jag kommer hem igen till jul"
- 2009: "Sing", con Kate Pierson
- 2008: "Himlen är inget tak", con Eva Dahlgren
- 2007: "Han är med mig nu",
- 2007: "Stockholm i natt"
- 2007: "Italy vs Helsinki"
- 2007: "Jag står för allt jag gjort"
- 2006: "Jag blundar i solens sken"
- 2004: "Sommarens sista sång"
- 2004: "Du har förlorat mer än jag"
- 2003: "Gå inte förbi", duetto con Sissel Kyrkjebø
- 2002: "She's Like A Butterfly"
- 2002: "Sinner"
- 2001: "Under My Skin"
- 2000: "Tonight"
- 2000: "Higher"
- 1999: "Hon ser inte mig"
- 1998: "Vem ser ett barn"
- 1997: "En sång om oss"
- 1996: "Guldet blev till sand"
- 1993: "Nu när jag funnit dig"
- 1993: "Det ingen annan vet"
- 1993: "Du är min längtan"
- 1992: "More Than A Game"
- 1991: "This Time"
- 1990: "Let's Kiss (Like Angels Do)"
- 1990: "En sensation"

### Cast recording
- 2011: The Phantom of the Opera 25th Anniversary Recording
- 2007: Cabaret
- 2000: The Witches Of Eastwick
- 1999: 16 Favoriter ur Kristina från Duvemåla
- 1996: Kristina från Duvemåla
- 1994: Aladdin Jafars Återkomst
- 1993: Fame - The Musical
- 1993: Aladdin
- 1992: Rockmusikalen Grease

## Teatro
- 2018: The Phantom of the Opera, Majestic Theatre, New York
- 2016: The Phantom of the Opera, Cirkus, Stoccolma
- 2013: Sweeney Todd: The Demon Barber of Fleet Street, Stoccolma
- 2013: The Phantom of the Opera, Majestic Theatre, New York
- 2012: The Phantom of the Opera, His Majesty's Theatre, Londra
- 2009: En Julkonsert
- 2008: En Julkonsert
- 2007: Cabaret a Gothenburg
- 2006: Cabaret a Stoccolma
- 2005: Rhapsody in rock, Sweden tour
- 2005: Cabaret, tour norvegese
- 2003: Cabaret a Copenaghen
- 2000: Stuart Little
- 2000: The Witches of Eastwick, Londra
- 1999: Där Regnbågen Slutar
- 1998: Jesus Christ Superstar
- 1998: Personliga Val - Live
- 1998: Peter Jöback Show
- 1997: Miss Saigon, Londra
- 1997: Peter Jöback - A Musical Voyage
- 1995-98: Kristina Från Duvemåla
- 1994-95: Musical Express 1 & 2
- 1994: Djungelboken
- 1993-94: Fame
- 1993: Aladdin
- 1991-92: Grease
- 1990: West Side Story
- 1990: Melodifestivalen
- 1988: Här & Nu
- 1984-85: Kavallerijungfrun
- 1983-84: Snövit (Snow white)
- 1982-84: Sound Of Music
- 1982-83: Mio Min Mio